# Kitab-ı Bahriye
Il Kitab-i Bahriye (it. Libro della marina) è un portolano del Mediterraneo redatto nel secondo decennio del XVI secolo dall'ammiraglio turco ottomano Piri Reìs e completato verso il 1521. Una versione più ricca, composta nel 1525-6 con l'utilizzo di abili amanuensi e miniatori, fu preparata dallo stesso Piri Reis appositamente per il sultano Solimano il Magnifico. Si conoscono ventidue di copie della prima versione e una decina della seconda, conservate in biblioteche di tutto il mondo.
Gli autografi sono conservati al Museo Topkapi di Istanbul.

## Descrizione dell'opera

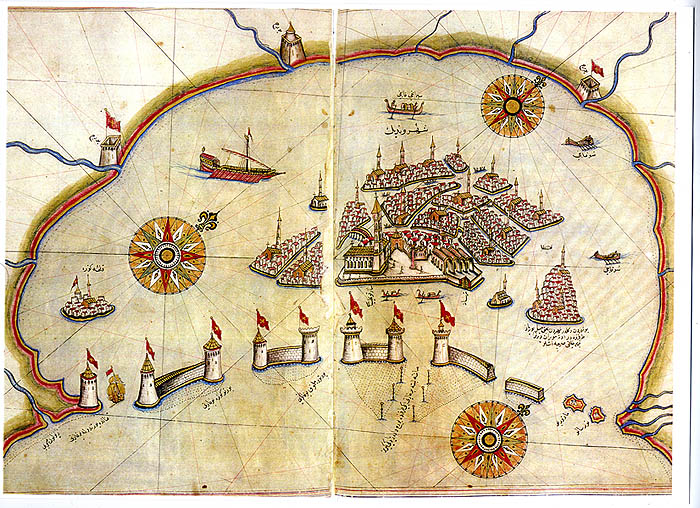
La laguna di Venezia in uno dei manoscritti del Kitab-i Bariye

Opera di grandiosa sintesi tra la cultura orientale e quella europea, il Kitab è considerato, per l'ampiezza del testo descrittivo e per la precisione della cartografia, uno dei migliori portolani e atlanti nautici realizzati in quel periodo. Tra le copie manoscritte spiccano gli esemplari Bagdat 38 (Istanbul, Topkapi) e il Marsili 3609 (Bologna, Biblioteca Universitaria) in cui il testo scritto è ridotto rispetto all'originale e la cartografia riveste una notevole importanza, con riproduzioni grafiche dei porti e delle linee costiere particolarmente suggestive e preziose per documentazione storica. La particolare attenzione alle carte di questi esemplari ha fatto anche pensare ad opere autonome (il portolano di Bologna è "firmato" da un non meglio conosciuto Seyyd Nuh): ma studi recenti (Soucek) hanno confermato la derivazione per tutti dall'opera di Piri Reis nell'ambito di un lungo e continuo fenomeno di copie e integrazioni: Seyyd Nuh, per esempio, inserì le coste del Mar Nero che Piri aveva volutamente tralasciato, mentre altri autori trascrissero solo il testo ma non avevano i mezzi per riprodurre le mappe (come nell'altro esemplare bolognese, il Marsili 3612, con una cartografia quanto mai essenziale).

## Le copie manoscritte
Versione del 1521:
- Istanbul, Biblioteca del Topkapi Sarayi, ms Bagdad 337
- Istanbul, Biblioteca Nuruosmaniye, ms 2990
- Istanbul, Biblioteca Suleymaniye, ms Aya Sofya 2605
- Bologna, Biblioteca Universitaria,  ms. Marsili 3609.
- Bologna, Biblioteca Universitaria,  ms. Marsili 3612.
- Vienna, Nationalbibliothek, ms H.O.192.
- Dresda, Staatbibliothek, ms. Eb 389.
- Parigi, Bibliotheque nationale, suppl.turc 220.
- Londra, British Museum, ms. Oriental 4131.
- Oxford, Bodleian Library, ms. Orville X infra.
- USA, private collection.

Versione del 1525:
- Istanbul, Biblioteca del Topkapi Sarayi, ms. Hazine 642.
- Istanbul, Biblioteca Koprulu Zade fazil Ahmad pasa, ms. 171.
- Istanbul, Biblioteca Suleymaniye, ms Aya Sofya 3161.
- Parigi, Bibliotheque nationale, suppl. Turc 956.

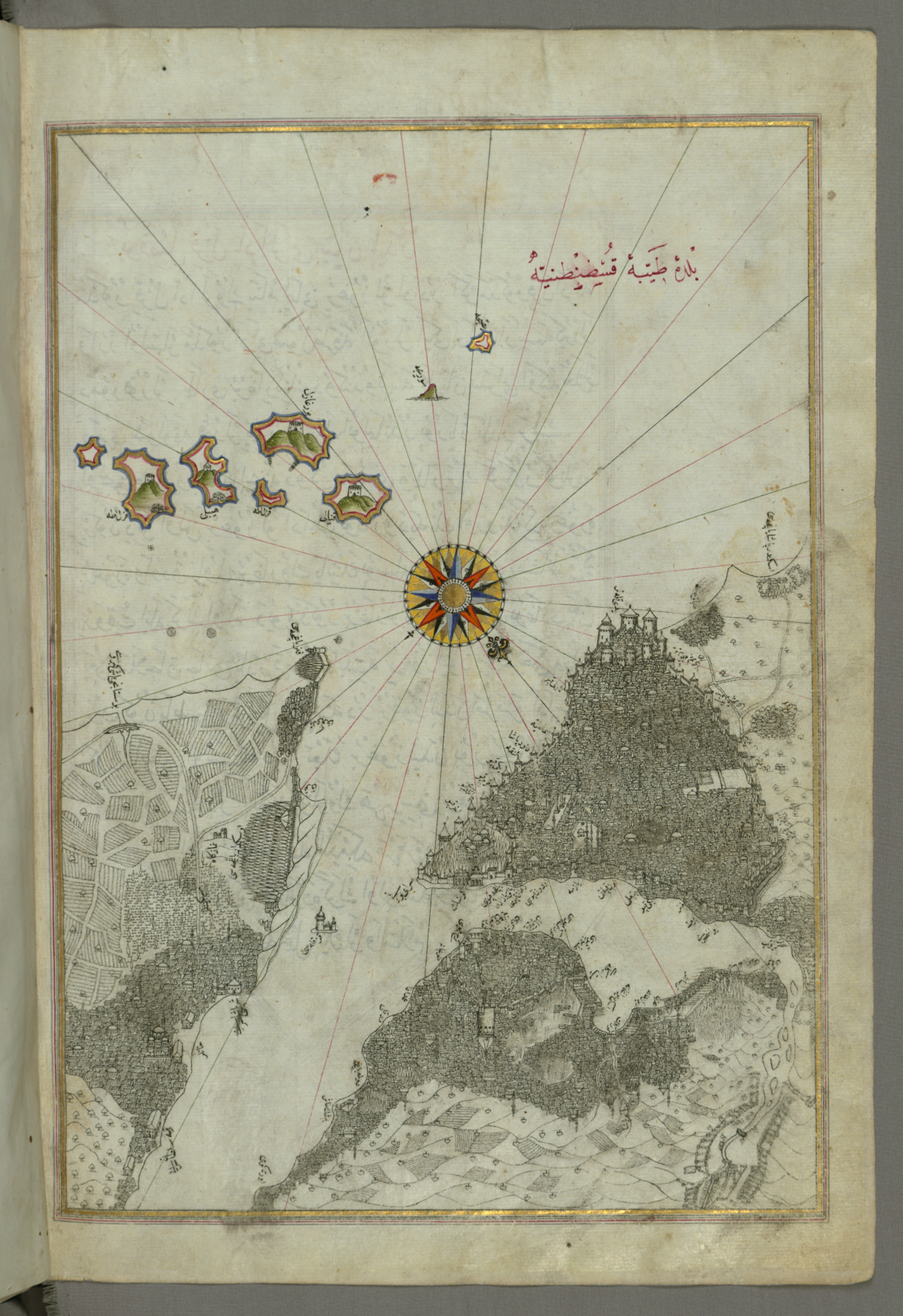
Costantinopoli e il suo porto
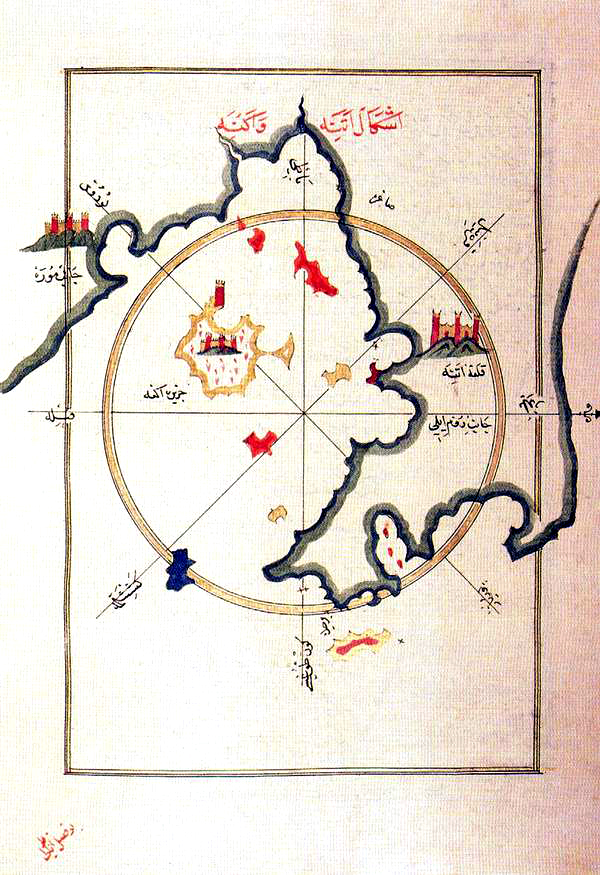
Atene e il porto del Pireo
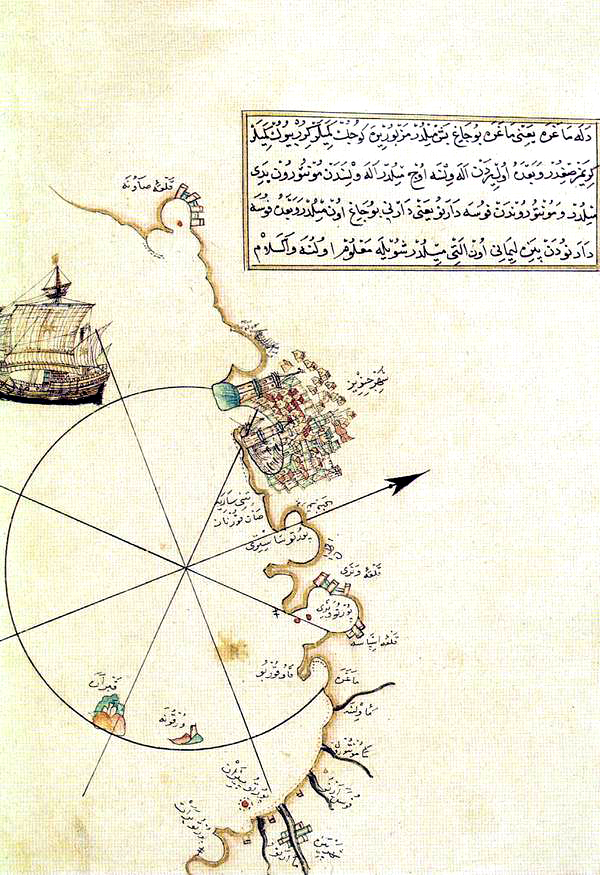
La baia di Genova
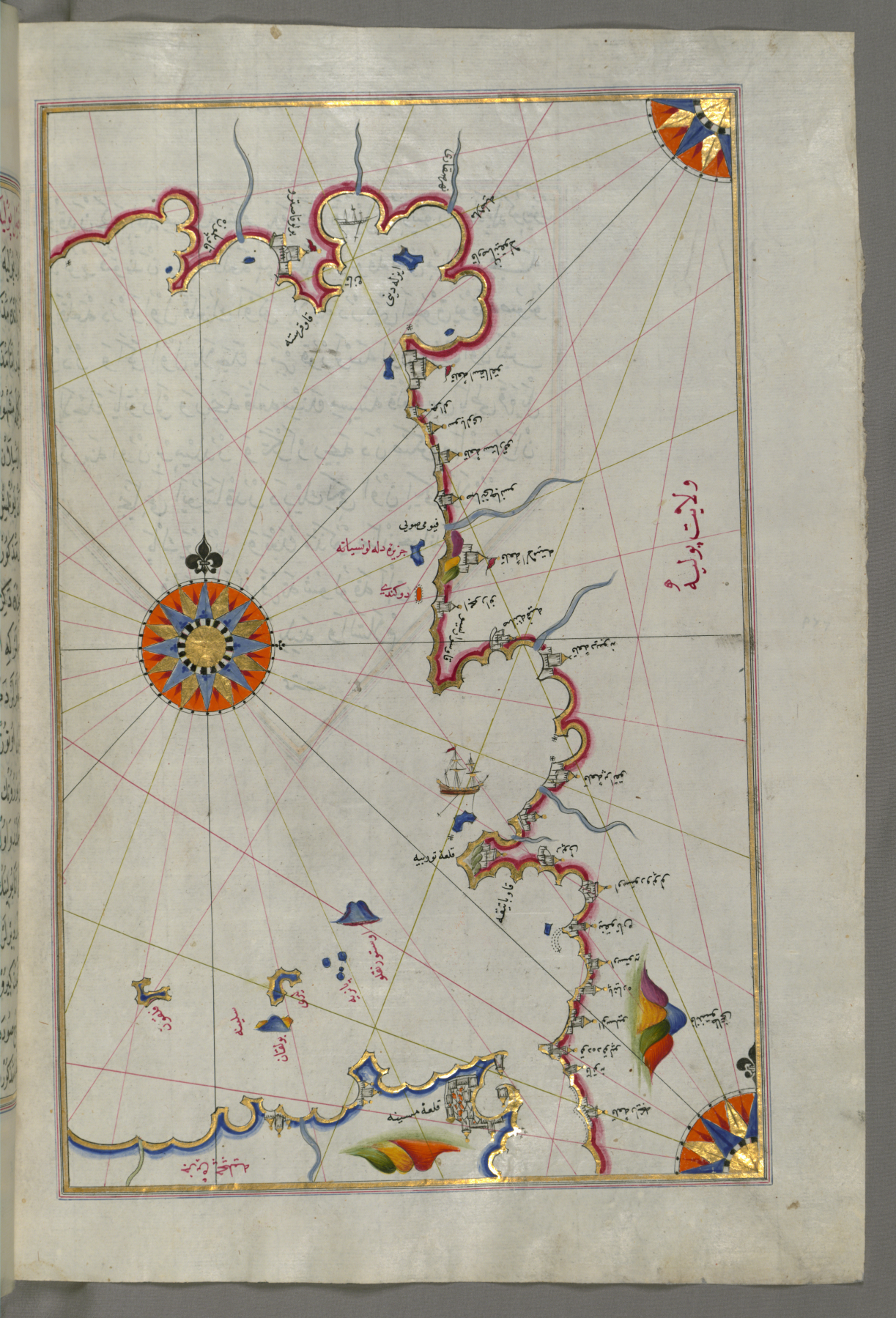
Dalla zona di Gioia Tauro fino a Reggio Calabria
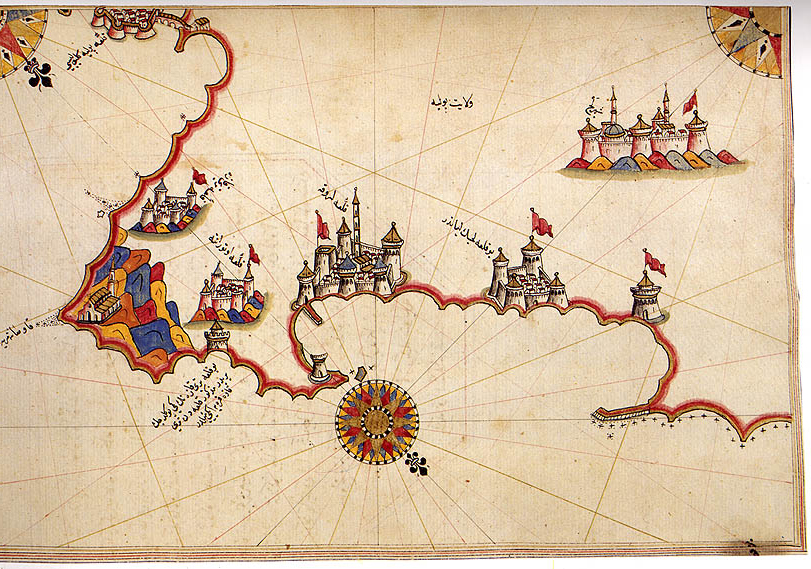
Il porto di Otranto
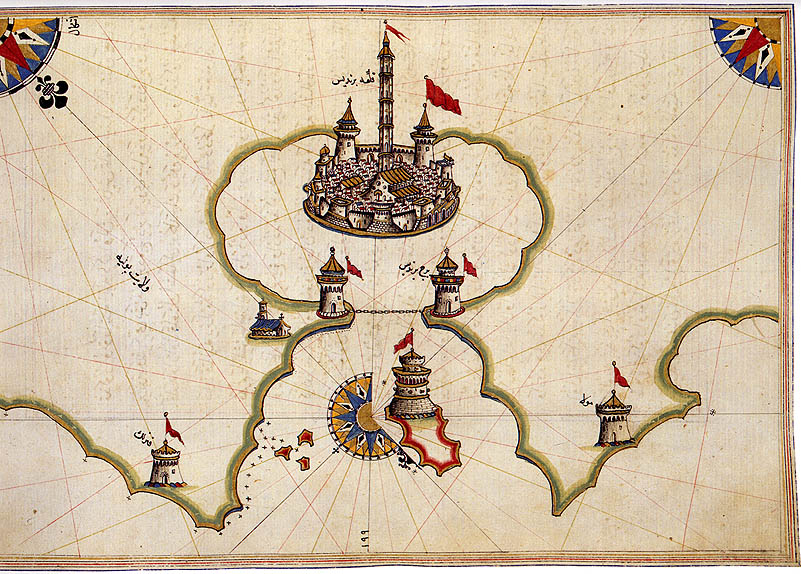
Il porto di Brindisi
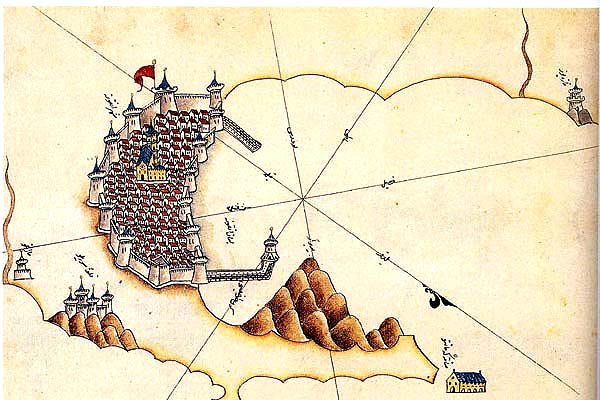
Il porto di Ancona
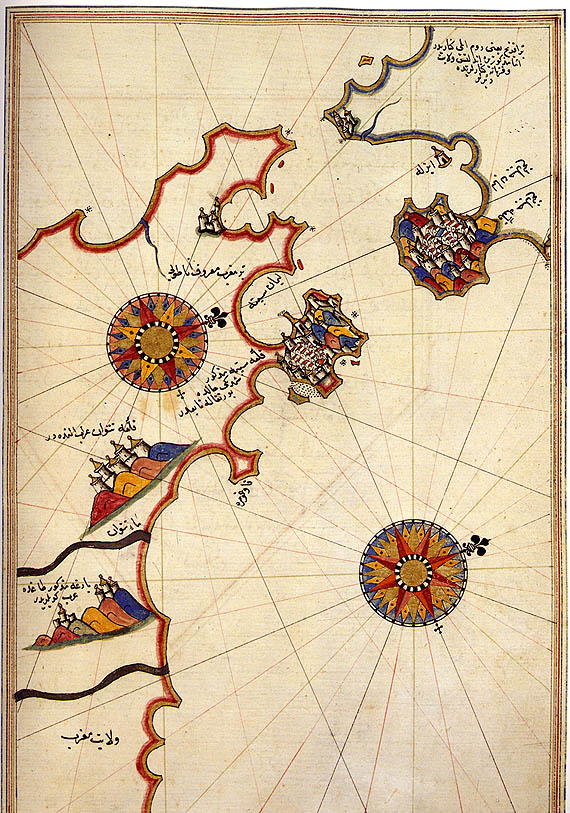
Lo stretto di Gibilterra

## Edizioni dell'opera
- Piri Reis Bahrije: das türkische Segelhandbuch für das Mittelländische Meer vom Jahre 1521, herausgegeben, übersetzt und erklärt von Paul Kahle, 3 voll. incompiuti, Berlin - Leipzig 1926
- Fevzi Kordoglu, Haydar Alpagot, Fehmi Pekol, Piri Reis Kitabi Bahriye: eser ve yazean hakkinda bir onsozle bir endeks katilmistir, (Turk Tarihi Arastirma Korumu yayinlarindan; 2), Istanbul 1935
- Piri Reis. Kitab-i bahriye, ed. Ertugrul Zekai Oktel, The Historical research foundation, Istanbul 1988
- Piri Reis. Kitab-i bahriye, T.C. Basbakanlik Denizcilik Mustesarligi. Arastirma, Planlama ve koordinasyon dairesi baskanligi, Ankara 2002. ISBN 9755070966